# Parc Zoologique de Lille
De dierentuin van Rijsel of Parc Zoologique de Lille is een zoo in de Noord-Franse stad Rijsel.
Het 3,5 hectare grote park opende in 1950 zijn deuren en herbergt meer dan 300 verschillende dieren, verspreid over meer dan 80 diersoorten. Bijzonder is dat de toegang tot het park jarenlang gratis was, wat het tot een van de grootste toeristische attracties heeft gemaakt van de hele regio. Sinds 2017 moet er echter entree betaald worden voor het park (o.a. €4,- voor een eenmalig bezoek door een volwassene). Ook is het mogelijk een abonnement aan te schaffen. Alleen inwoners van de stad Rijsel en enkele aangrenzende gemeenten kunnen het park nog steeds gratis bezoeken.
In 2000 stond het met 1,4 miljoen bezoekers op een 9de plaats van de populairste attracties van Frankrijk. Bij de "pretparken" stond het op de 4de plaats en moest het alleen Disneyland, Futuroscope en Parc Astérix laten voorgaan.
De zoo is lid van het ANPZ, EAZA en de WAZA.

## Geschiedenis
Het dierenpark bestaat al sinds 1950, maar het eerste decennium was het vooral een attractiepark voor kinderen. Het is maar van begin jaren 60 dat men zich op dieren is gaan toeleggen.
Het begon met een aankoop van een extra hectare grond en de komst van de eerste apen in 1960, en 10 jaar later telde de dierentuin al meer dan 350 diersoorten en een tropisch huis.

## Collectie
Het park telt 6 verschillende delen waaronder een tropisch gebouw, een Afrikaans en een Amerikaans gedeelte en een apengebouw. De Rijselse dierentuin is tevens stamboekhouder van o.a de beermarter, withandgibbon, kinkajoe, ringstaartmaki en de siamang.

## Trivia
- In de film Entre ses mains uit 2005 is het hoofdpersonage een dierenarts in de dierentuin van Rijsel.